# Philippe Leclerc de Hauteclocque
Philippe Leclerc de Hauteclocque (Belloy-Saint-Léonard (Somme), 22 november 1902 - bij Colomb-Béchar (Algerije), 28 november 1947) was een Franse generaal tijdens de Tweede Wereldoorlog.
Hij werd geboren als Philippe François Marie, Comte de Hauteclocque, maar veranderde zijn naam in 1945 en voegde die samen met zijn Franse verzetsalias Jacques-Philippe Leclerc. Hij staat in Frankrijk algemeen bekend als Maréchal Leclerc. Tijdens de oorlog nam hij Leclerc aan als schuilnaam om zijn familie te beschermen. En het was uit eerbetoon dat hij Leclerc officieel liet toevoegen aan zijn echte naam.

## Biografie
Hij was de vijfde van zes kinderen van Adrien de Hauteclocque, comte de Hauteclocque (1864-1945) en Marie-Thérèse van der Cruisse de Waziers (1870-1956). Leclerc studeerde in 1924 af aan de École Spéciale Militaire de Saint-Cyr en trad toe tot het Franse leger.
Op 14 mei 1940 werd Leclerc krijgsgevangen gemaakt, maar hij wist te ontsnappen. Op 12 juni raakte hij gewond en werd gevangengenomen. Wederom wist hij te ontkomen. Op 25 juli 1940 stelde Leclerc zich beschikbaar aan de Vrije Fransen van Charles de Gaulle. Van 29 augustus 1940 tot 12 november 1940 was Leclerc gouverneur voor Kameroen. Hij nam deel aan de Slag om Gabon in november 1940. Twee jaar later, in december 1942, trok Leclerc met zijn troepen door de Sahara en sloot zich aan bij de naar Tunis optrekkende Britten.
Gezonden naar Normandië bevrijdden Leclerc en zijn Tweede Pantserdivisie Parijs. Samen met Maurice Kriegel-Valrimont en Henri Rol-Tanguy aanvaardde Leclerc de overgave van Dietrich von Choltitz. Zijn troepen namen verder deel aan de bevrijding van de Elzas, bevrijdden Straatsburg en eindigden in Zuid-Duitsland bij Berchtesgaden.
Na het einde van de oorlog in Europa ontving Leclerc het commando over de Franse Expeditiekorps in het Verre Oosten (Corps Expéditionnaire Français en Extrême-Orient, CEFEO) en vertegenwoordigde hij Frankrijk tijdens de capitulatie van Japan op 2 september 1945.
In oktober 1945 werd Leclerc naar Frans Indo-China gezonden om de blokkade van de Vietminh bij Saigon te doorbreken. Hij werd in zijn werk ondermijnd door Hoge Commissaris admiraal Georges Thierry d'Argenlieu en werd op eigen initiatief vervangen.
Leclerc kwam in 1947 bij een vliegtuigongeluk in de buurt van Colomb-Béchar in Algerije om het leven en werd in 1952 postuum gepromoveerd tot Maarschalk van Frankrijk.

## Onderscheidingen[2]
- Legioen van Eer
  - Grootkruis[3] op 8 mei 1945
  - Grootofficier op 25 december 1944
  - Commandeur op 25 augustus 1944
  - Officier op 25 mei 1943
  - Ridder op 20 december 1935
- Compagnon de la Libération - decreet van 6 maart 1941[2][3]
- Médaille militaire[3]
- Croix de guerre 1939-1945 met 8 Palmen
- Herinneringsmedaille van de Vrijwilligers van het Vrije Frankrijk
- Croix de Guerre des TOE met 1 Palm[3]
- Verzetsmedaille met Rosette[3]
- Koloniale Medaille met gespen "Maroc", "Fezzan", "Koufra", "Tripolitaine", "Tunisie", "Extrême-Orient"[3]
- Medaille der ontsnapten[3]
- Insigne van de Verwonde Militairen
- Herinneringsmedaille voor de Vrijwilligers van het Vrije Frankrijk
- Herinneringsmedaille aan de Oorlog 1939-1945
- Ridder Commandeur in de Orde van het Bad
- Orde van Voorname Dienst (DSO) (GB)[3]
- Silver Star (USA)[3]
- Bronze Star (USA)
- Presidential Unit Citation (USA)
- Grootofficier in de Kroonorde[3] met Palm
- Grootkruis in de Orde van de Eikenkroon
- Commander in het Legioen van Verdienste (USA)[3]
- Oorlogskruis (België)[3]
- Oorlogskruis (Luxemburg)[3]
- Commandeurskruis in de Virtuti Militari[3]
- Oorlogskruis 1939-1945 (Tsjecho-Slowakije)
- Ster der Eerste Klasse in de Militaire Orde van de Witte Leeuw voor de Overwinning op 16 juli 1946[4]
- Oorlogskruis (Griekenland), 1e Klasse
- Grootofficier in de Orde van de Glorie - Grootlint[3]
- Grootkruis in de Orde van Sharifian Alawaidis[3]
- Grootkruis in de Koninklijke Orde van Cambodja
- Grootkruis in de Orde van de Miljoen Olifanten en de Witte Parasol

## Militaire loopbaan
- Sous-lieutenant: 9 september 1924[3]
- Lieutenant: 26 oktober 1926[3]
- Capitaine: 25 december 1934[3]
- Commandant: 31 juli 1940[3]
- Colonel: 25 november 1940[3]
- Tijdelijk Général de brigade: 10 augustus 1941[3]
- Général de brigade: 14 april 1942[3]
- Général de division: 25 mei 1943[3]
- Général de corps d'armée: 25 mei 1945[3]
- Général d'armée: 14 juli 1946[3]
- Maréchal de France: 23 augustus 1952 (Postuum)[3]